# Goito
Goito is een gemeente in de Italiaanse provincie Mantua (regio Lombardije) en telt 9927 inwoners (31-12-2004). De oppervlakte bedraagt 78,8 km², de bevolkingsdichtheid is 123 inwoners per km².

## Demografie
Goito telt ongeveer 3628 huishoudens. Het aantal inwoners steeg in de periode 1991-2001 met 4,0% volgens cijfers uit de tienjaarlijkse volkstellingen van ISTAT.
| Jaar | Inwoneraantal |
| ---- | ------------- |
| 1991 | 9189          |
| 2001 | 9559          |

## Geografie
Goito grenst aan de volgende gemeenten: Cavriana, Ceresara, Guidizzolo, Marmirolo, Porto Mantovano, Rodigo en Volta Mantovana.

## Galerij

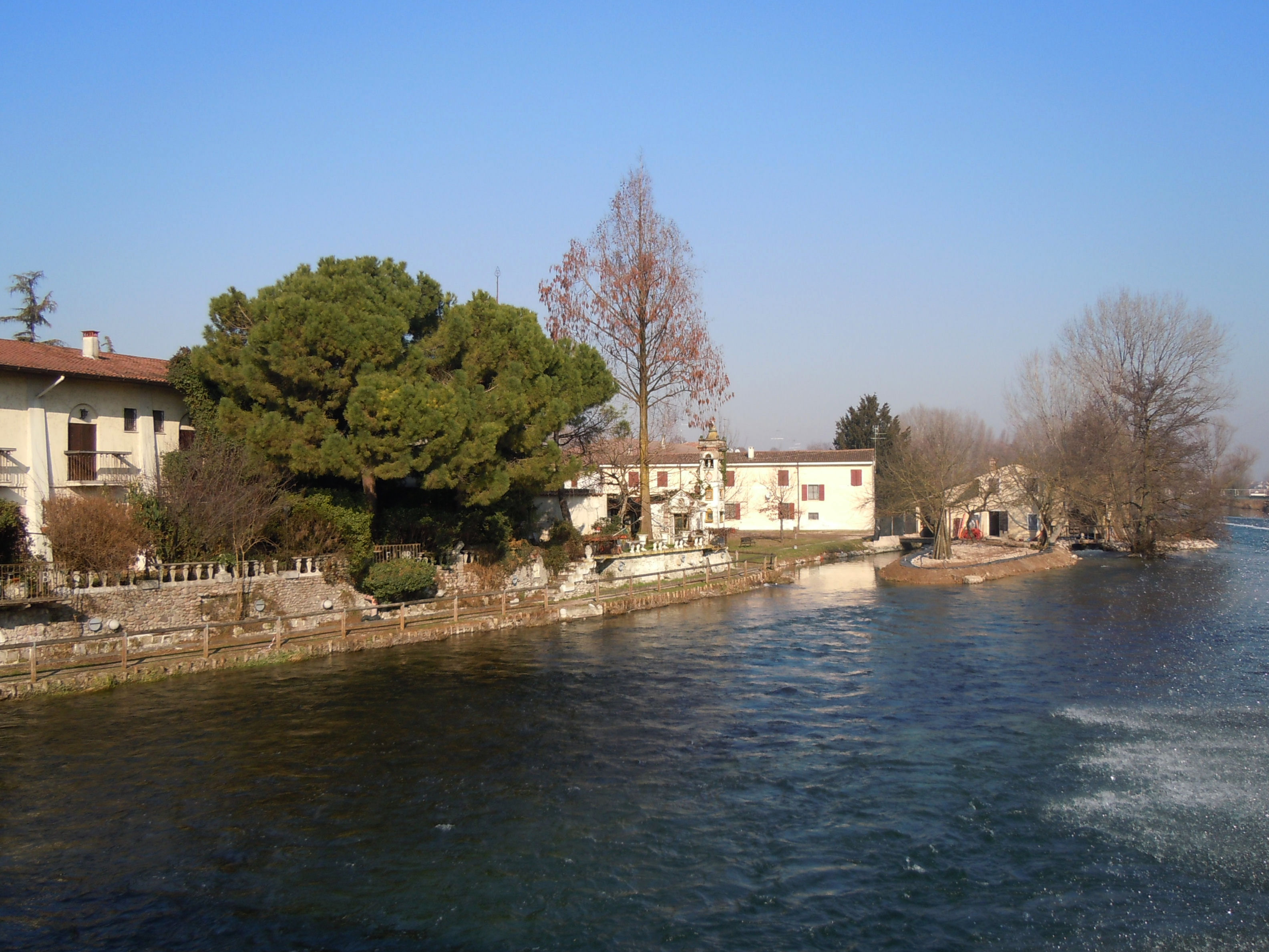
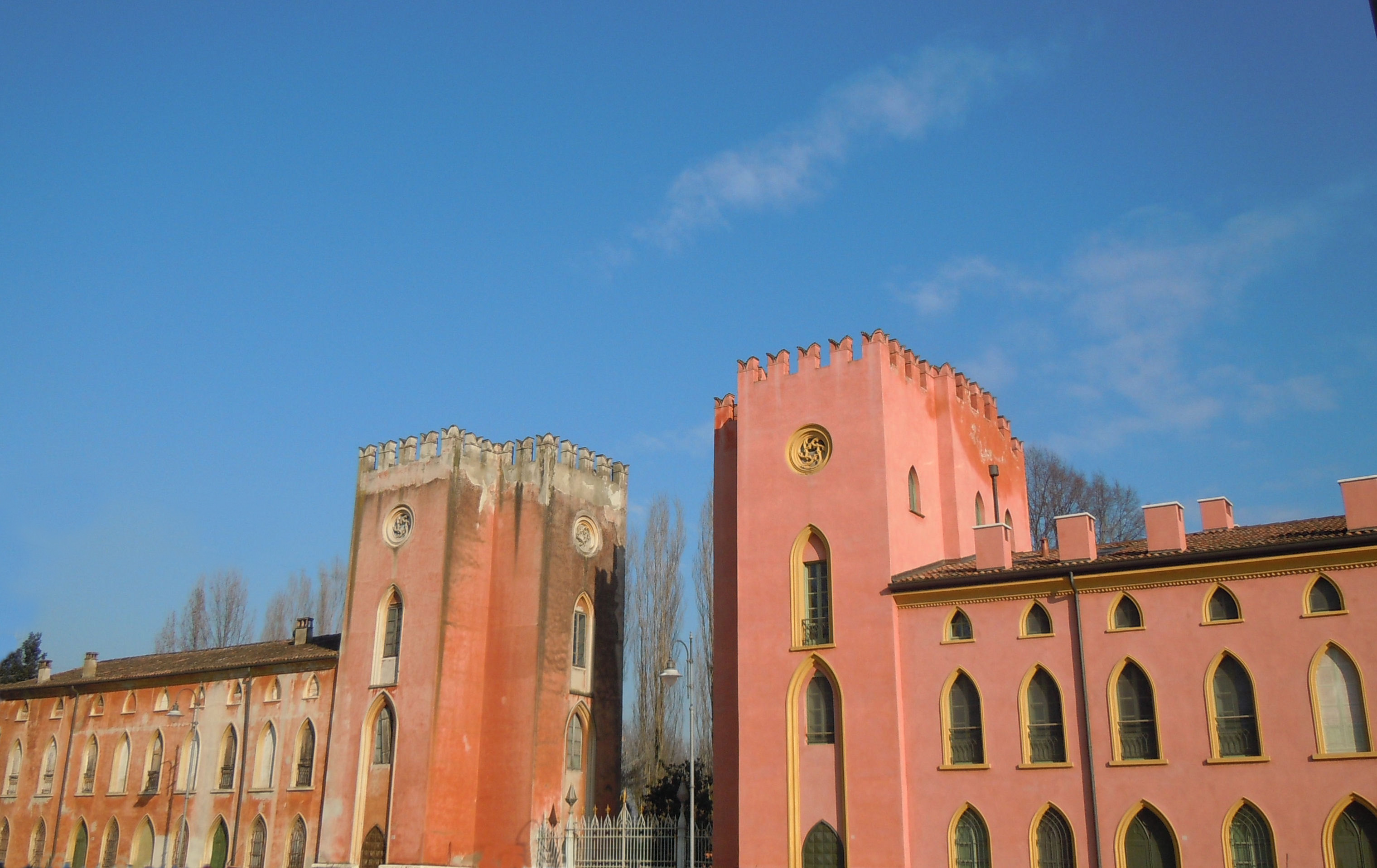
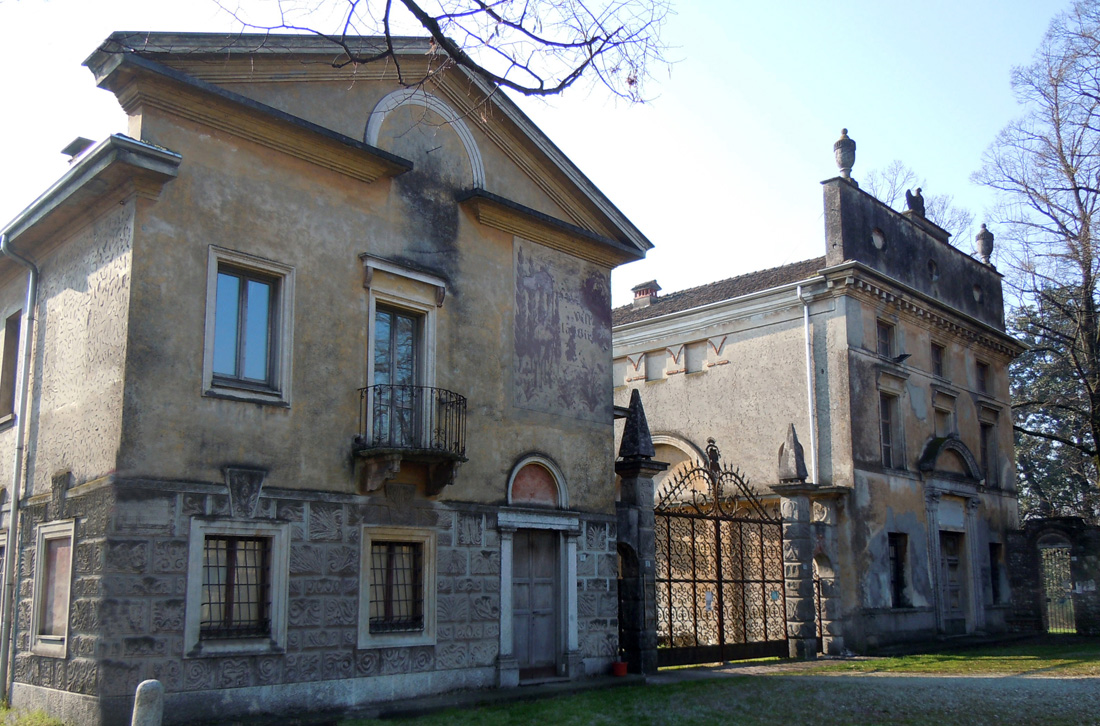